# Philorinum
Philorinum är ett släkte av skalbaggar som beskrevs av Ernst Gustav Kraatz 1858. Philorinum ingår i familjen kortvingar.
Släktet innehåller bara arten Philorinum sordidum.